# Копелия
„Копелия“ (на френски: Coppélia), пълно заглавие: „Копелия или момичето с емайловите очи“, е комичен балет в 3 действия с пролог и епилог по музика на френския композитор Лео Делиб. Либретото е от Шарл Нюитер по разказите „Пясъчният човек“ и  "Куклата" на Ернст Хофман, а хореографията е на Артюр Сен-Леон.
Балетът е изключително популярен и се поставя в много театри по света и до днес (21. век).
С постановката на „Копелия“ от Анастас Петров (1928 г.) се поставя началото на професионалния балет в България.

## Премиера
Премиерата на балета се състои на сцената на Парижката опера „Гран Опера“ на 25 май 1870 г. в присъствието на император Наполеон III и съпругата му Евгения де Монтихо (известна и като Йожени Бонапарт).
(Алтернативна дата е 20 май същата година на сцената на „Театр Империал дьо л’Опера“ в една вечер с операта на Вебер Вълшебният стрелец) 
В ролята на Сванилда е Джозефина Боцаки, а на Франц – Йожени Фиокр.

## История на създаването
Сен-Леон и Нюитер използват две новели на Хофман от сборника „Фантастични новели в маниера на Кало“ – „Пясъчният човек“ и „Куклата“. Делиб пише партитурата за няколко месеца. Сен-Леон кани Адела Гранцова за двойната роля на Сванилда и Копелия, но тя отказва и хореографът кани младата италианска балерина Джузепина Боцаки. Поради липсата на подходящ танцьор за ролята на Франц, Сен-Леон също я поверява на жена – Йожени Фиокр (травести-амплоа). Традицията тези 3 роли да се играят от 2 жени се спазва дълго време във Франция.

## Сюжет

### Действащи лица
- Сванилда – селска девойка
- Франц – младеж, годеник на Сванилда
- Копелиус – майстор на кукли
- Копелия – кукла
- Кмет
- Приятели на Франц
- Приятелки на Сванилда
- Кукли: Испанка, Китаец, Котарак–воин

### Основен сюжет
В малък град в Галиция младеж на име Франц се влюбва в непознато момиче (Копелия), което всяка сутрин се появява на балкона на къщата на странния доктор Копелиус. Годеницата на Франц – Сванилда, подтиквана от ревност, прониква с приятелките си в къщата на доктора в негово отсъствие и открива, че непознатото момиче е всъщност механична кукла (автоматон, извършващ поредица от сложни, реалистични и ефектни, създаващи впечатление за мисловна дейност, но предварително зададени действия, с помощта на часовников механизъм или перфокарта) с човешки размери. Там има и други подобни кукли и момичетата започват да се забавляват, като ги навиват и гледат как куклите танцуват. Междувременно Франц също иска да се срещне с красивата непозната и се покатерва през балкона.
Доктор Копелиус се връща ненадейно и гони натрапничките, но кани Франц да остане. Докторът има дяволски план – чрез магия да вземе душата на момчето и да я използва да превърне Копелия в живо същество. За щастие, Сванилда се е скрила зад завесата и се е преоблякла в дрехите на Копелия. Тя се преструва на оживялата кукла, успява да събуди годеника си и двамата бягат. Историята завърша благополучно със сватбата на Франц и Сванилда.

### Алтернативен сюжет
В някои руски постановки Копелиус помага на Сванилда да се престори на Копелия, за да спечели отново сърцето (да си върне любовта) на годеника си.

## Значение
„Копелия“ е ключово произведение в налагането на балетното изкуство като самостоятелен музикално-сценичен жанр. Кукленият балет се превръща в поджанр, чийто най-ярък представител е „Лешникотрошачката“ (също по Е. Т. А. Хофман) от Пьотър Чайковски.
- Джузепина Боцаки в ролята на Сванилда, Театр империал дьо л`Опера, 1870 г.
- Аделина Жене в ролята на Сванилда, 1900 г.

## В България
С премиерата на „Копелия“ 22 февруари 1928 г. се поставят основите на професионалния балет в България. Декорите са дело на Александър Миленков, а костюмите – на Райна Ракарова-Никова. Диригент - Тодор Хаджиев.
В ролите играят:
- Франц – Анастас Петров
- Копелия – Надя Винарова
- Сванилда – Анна Воробьова
- Копелус – Георги Донев
- Кмет – Георги Попангелов

Постановката е приета положително от публиката и похвалено от критиката. Вестник „La Bulgarie“ (Ла Бюлгари) пише:
| „ | На сцената на Народната опера се постави пантомимата „Копелия“. Изпълнението за общо учудване бе задоволително, като знаем условията, при които се развива нашето балетно изкуство... Г-н Петров даде много интересни и хубави танци, неговото гъвкаво тяло бе извънредно изразително във всички свои жестове, скокове и танцови фигури... Вън от това, окото на балетмайстора следеше всички останали групови танци и сола и ние виждахме навсякъде неговата неуморна, системна работа... | “ |